# Rotaria macrura
Rotaria macrura is een raderdiertjessoort uit de familie Philodinidae. De wetenschappelijke naam van deze soort is voor het eerst geldig gepubliceerd in 1832 door Ehrenberg.